# Star Wars: De hårde hunde
 For alternative betydninger, se The Bad Batch. (Se også artikler, som begynder med The Bad Batch)
Star Wars: De hårde hunde (originaltitel: Star Wars: The Bad Batch) er en amerikansk animeret serie skabt af Dave Filoni til streamingtjenesten Disney+. Den er en del af Star Wars-franchisen og fungerer som både en efterfølger til og spin-off fra serien Star Wars: The Clone Wars. De hårde hunde er produceret af Lucasfilm Animation, med Jennifer Corbett som hovedforfatter og Brad Rau som superviserende instruktør.
Dee Bradley Baker spiller hovedrollen som De Hårde Hunde, en gruppe eliteklonesoldater med genetiske mutationer der først blev introduceret i Star Wars: The Clone Wars. Han lægger også stemme til andre kloner i serien og gentager sin rolle fra The Clone Wars. Michelle Ang spiller hovedrollen som Omega, en ung pigeklon, der slutter sig til gruppen. Serien blev officielt bestilt af Disney+ i juli 2020 som en spin-off af The Clone Wars, med Filoni, Corbett og Rau tilknyttet.
Den første sæson af Star Wars: De Hårde Hunde havde premiere den 4. maj, 2021 og løb i 16 afsnit indtil den 13. august og fik positive anmeldelser fra kritikere. En anden sæson udkom den 4. januar, 2023 og sluttede den 29. marts, 2023. En tredje og sidste sæson blev annonceret den 10. april 2023 og er udkom den 21. februar i 2024.

## Handling
Klonstyrke 99, også kendt som De Hårde Hunde, er en gruppe eliteklonesoldater med genetiske mutationer, som gør at de fleste af medlemmerne ikke iværksætter Ordre 66 i efterspillet af Klonkrigene, og deserterer det nye Galaktiske Imperium sammen med Omega, som også er en ung pigeklon af Jango Fett, undtagen Crosshair som har valgt at blive hos den nye regering.

## Medvirkende

### Hovedpersoner
- Dee Bradley Baker som de Hårde Hunde:
  - "Hunter", gruppens klon-sergent, "Tech", den mest begavede og alvidende, "Wrecker", den stærkeste og mindst begavede, "Echo", en tidligere ARC-soldat, Kaptajn Rex's gamle kollega og det sidste overlevende medlem af Domino-enheden. Baker lægge også stemme til andre klonsoldater, såsom Cut Lawquane, Rex, Howzer, Gregor, Kommandør Cody, Kaptajn Wilco.
- Michelle Ang som Omega: en pigeklon af Jango Fett og det nyeste medlem af de Hårde Hunde.
- Rhea Perlman som Ciddarin "Cid" Scaleback: en kvindelig Trandoshansk, Jedi-kontaktperson som giver de Hårde Hunde lejesoldaterarbejde

### Tilbagevendende
- Ben Deskins som AZI-3: en lægedroide fra Kamino.
- Bob Bergen som Lama Su: Kaminos Premierminister
- Gwendoline Yeo som Nala Se: Den Kaminoanske videnskabskvinde som er ansvarlig for kloningsprocesserne.
- Noshir Dalal som: Viceadmiral Rampart: En Kejserlig officer ansvarlig for den nye kædekode registreringssystem og de Kejserlige Hær rekrutter.
- Tina Huang som ES-02: en Kejserlig Eliteenhedssoldat og den sidste levende soldat fra sin eliteenhed hvis medlemmer alle sammen blev dræbt af Crosshair i Afsnit 15.
- Dahéli Hall som ES-04.

### Gæster

#### Præsenteret i sæson 1
- Archie Panjabi som Depa Billaba: Caleb Dumes Jedi-mester.
- Freddie Prinze Jr. som Caleb Dume: Depa Billabas Jedi-padawan, som undslipper ordre 66.
- Ian McDiarmid som Kejser Palpatine / Darth Sidious: det Galaktiske Imperiums selverklærede Statsoverhoved og den Sorte Herre af Sith. Palpatine medvirker også i anden sæson S2:E8 "Sandhed og konsekvenser"
- Tom Kane som Fortælleren.[a]
- Stephen Stanton som Admiral Tarkin. Tarkin medvirker også i anden S2:E:14 "Vendepunkt".
- Ming-Na Wen som Fennec Shand: en nystartet dusørjæger, snigmorder og snigskytteekspert.
- Corey Burton som Cad Bane: en dusørjæger og en af Jediernes største og farligste fjender under Klonkrigene.
- Helen Sadler som Doktor Scalder, en videnskabskvinde på et forskningsanlæg på Mount Tantiss på planeten Weyland som debuterede i sidste scene af første sæsons sidste afsnit S1:E16 "Kamino tilintetgjort". Scalder medvirker i anden sæson.

#### Præsenteret i sæson 2
- Wanda Sykes som Phee Genoa, en kvindelig pirat og en af Cids kontaktpersoner
- Tasia Valencia som Tawni Ames, Desix’s tidligere guvernør som gør oprør mod Det Galaktiske Imperiums styre.
- Jennifer Hale som Senator Riyo Chuchi, Pantoransk medlem af det Galaktiske Imperiums Senat og planeten Pantoras senator.

- Jimmi Simpson som Doktor Royce Hemlock, en kejserlig videnskabsmand og ledende forsker på Mount Tantiss forskningsanlæg.
- Keisha Castle-Hughes som Emerie Karr, en videnskabskvinde og medarbejder på Mount Tantiss. Det afsløres i S2:E16 "Plan 99" at Karr er en hunklon af Jango Fett og Omegas genetiske søster.

### Danske stemmer
| Dansk skuespiller       | Rolle                                                  |
| ----------------------- | ------------------------------------------------------ |
| Henrik Jandorf          | De hårde hunde, klonsoldater                           |
| Sandra Bochmann         | Omega                                                  |
| Vibeke Dueholm          | Cid, Depa Billaba, ES-03, Serin, Taun We, Suu Lawquane |
| Simon Nøiers            | AZI-3                                                  |
| Kasper Leisner          | Admiral Wilhuff Tarkin                                 |
| Torben Sekov            | Kaminos Premierminister Lama Su                        |
| Jette Sophie Sievertsen | Nala Se, GS-8, Eleni Syndulla                          |
| Annevig Schelde Ebbe    | Hera Syndulla, Kaptajn Bragg, Rafa Martez              |
| Tara Toya               | Fennec Shand, Trace Martez                             |
| Peter Zhelder           | Cad Bane, Cham Syndulla, Ketch, Senator Avi Singh      |
| Peter Røschke           | Fauja, Kejser Palpatine/Darth Sidious Todo 360,        |
| Jon Gudmand Lei Lange   | Roland Durand                                          |
| Lars Thiesgaard         | Gobi Glie                                              |
| Josef Aarskov           | ES-01, Saw Gerrera                                     |
| Sonny Lahey             | Bolo                                                   |
| Julie Agnete Vang       | ES-02                                                  |
| Idun Mealor Olsen       | Shaeah Lawquane                                        |
| Melvin Pedersen         | Jek Lawquane                                           |

## Afsnit
| Sæson | Sæson | Afsnit | Oprindelig udgivet | Oprindelig udgivet |
| Sæson | Sæson | Afsnit | Start              | Slut               |
| ----- | ----- | ------ | ------------------ | ------------------ |
|       | 1     | 16     | 4. maj, 2021       | 13. august, 2021   |
|       | 2     | 16     | 4. januar, 2023    | 29. marts 2023     |
|       | 3     | 15     | 21. februar 2024   | 1. maj 2024        |

### Sæson 1 (2021)
| Nr. i serie | Nr. i sæson | Titel                                   | Instruktør                                    | Forfatter                      | Oprindelig udgivelsesdato | Produktionskode |
| --- | ----------- | --------------------------------------- | --------------------------------------------- | ------------------------------ | ------------------------- | --------------- |
| 1 | 1           | "Aftermath" "Efterspil"                 | Steward Lee, Saul Ruiz & Nathaniel Villanueva | Jennifer Corbett & Dave Filoni | 4. maj 2021               | 101, 101A, 101B |
| Inden klonkrigens afslutning, mens at De Hårde Hunde assisterer Jedi-mester Depa Billaba og hendes Padawan Caleb Dume på Kaller, bliver Ordre 66 udstedt og Billaba bliver dræbt af hendes kloner. Hundene modtager også ordren, men Crosshair føler sig tvunget til at iværksætte, og Hunter lader Dume flygte. Da de kommer hjem til Kamino, erfarer Hundene, at klonkrigen er slut og at Republikken er blevet til et Galaktiske Imperium og de møder en pigeklon som hedder Omega. Admiral Wilhuff Tarkin ankommer til Kamino for at evaluere klontropperne og sender De Hårde Hunde til Onderon for at dræbe oprørere. Men de opdager, at "oprørerne" er flygtninge under Saw Gerreras beskyttelse, nægter de at udføre deres ordre, og Hunter og resten af De Hårde Hunde tager tilbage til Kamino for at hente Omega. Da de kommer tilbage de fængslet, og Tarkin får Crosshairs blokeringschips funktionsdygtighed forstærket så han forråder sin gruppe, så Hundene og Omega er tvunget til at flygte uden ham.         |             |                                         |                                               |                                |                           |                 |
| 2 | 2           | "Cut and Run" "Flugten"                 | Steward Lee                                   | Gursimran Sandhu               | 7. maj 2021               | 102             |
| De hårde hunde ankommer til planeten Saleucami, hvor deres gamle ven og landmanden Cut Lawquane og hans familie bor. Men på grund af den voksende urolighed som det nye Galaktiske Imperium breder, og deres indførelse af kædekoder (en form for personligt identifikationsnummer) beslutter Hundene at hjælpe familien med at flygte. Og fordi, at Omega næsten blev dræbt af en Nexu (et rovdyr), bliver Hunter vred på hende, men Cut beroliger ham og lærer ham om, hvordan kan blive en god plejefar for Omega. Tech og Echo forfalsker fem kædekoder til familien og den femte er til Omega så hun kan flygte sammen med dem. Familien formår at flygte, netop som klontropperne, begynder en skudkamp med Hundene. Omega, som vil blive sammen med de Hårde Hunde, slutter sig til dem igen, og Hunter erklærer at hun bliver sammen med gruppen. |             |                                         |                                               |                                |                           |                 |
| 3 | 3           | "Replacements" "Erstatninger"           | Nathaniel Villanueva                          | Matt Michnovetz                | 14. maj 2021              | 103             |
| De hårde hunde nødlander på en måne for at udskifte deres kondensator efter skududvekslingen med klonerne på Saleucami. I mellemtiden har Imperiet indført værnepligt og er langsomt i gang med at rekruttere ikke-klon rekrutter, særligt til en enhed, som Crosshair skal være befalingsmand for. Wrecker indretter agterskyttepladsen i agterstævnen som Omegas nye kvarter, og hun bliver hjerteligt atter en del af gruppen. Tilbage i Tipoca City, udtrykker Lama Su sin bekymring om at værnepligtige rekrutter eventuelt vil udfase klontropper over for Nala Se. |             |                                         |                                               |                                |                           |                 |
| 4 | 4           | "Cornered" "Presset"                    | Saul Ruiz                                     | Christian Taylor               | 21. maj 2021              | 104             |
| Da De Hårde Hunde er på "forsyningstur" på planeten Pantora, bliver Omega distraheret og bliver "venner" med en dusørjæger som hedder Fennec Shand (hendes navn nævnes ikke). En hurtig jagt opstår, og de hårde hunde redder Omega, og de formår at undslippe i tide. |             |                                         |                                               |                                |                           |                 |
| 5 | 5           | "Rampage" "Hærgen"                      | Steward Lee                                   | Tamara Becher-Wilkinson        | 28. maj 2021              | 105             |
| I De hårde hundes søgen efter et nyt skjulested og forsøg på at identificere den ukendte dusørjæger de mødte tidligere, kommer de i dialog med Trandoshaneren Cid I Ord Mantell City på planeten Ord Mantell. Hun siger ja til at identificerer dusørjægeren og udbetale dusøren til dem, hvis de kan redde et barn ved navn Muchi fra Zygerriske slavehandlere. Det viser sig senere at Muchi er en hunrancor. De formår at redde rancoren, og får udbetalt deres andel af Cid, som identificerer gruppens dusørjæger som Fennec Shand, som kun lige er startet som i erhvervet. Cid tilbyder dem beskyttelse, skjul og erhverv, som Hunter er usikker på, om han vil godtage. |             |                                         |                                               |                                |                           |                 |
| 6 | 6           | "Decommissioned" "Ophugget"             | Nathaniel Villanueva                          | Amanda Rose Muñoz              | 4. juni 2021              | 106             |
| Cid sætter De Hårde Hunde sat til at anskaffe et taktikdroide-hoved fra et ophugningsanlæg på planeten Correllia. Men deres forsøg bliver forpurret af Martéz-søstrene Trace og Rafa, som også er ude efter det. Men begge sider udløser alarmen, og droiderne begynder at åbne ild på dem. Til sidst beslutter de sig for at samarbejde og bekæmpe anlæggets sikkerhedsdroider. |             |                                         |                                               |                                |                           |                 |
| 7 | 7           | "Battle Scars" "Krigens ar"             | Saul Ruiz                                     | Jennifer Corbett               | 11. juni 2021             | 107             |
| Efter De Hårde Hunde, får at vide af Cid, at de har en gæld som skal indfries, møder de deres gamle partner og den tidligere klonkaptajn Rex, som tager dem med til losseplads-planeten Bracca for at få deres hæmningschips fjernet. Wreckers operation går næsten helt galt, da Wreckers chip aktiveres, som følge af de hyppige hovedpiner han har haft på det seneste. På grund af chippens hjernevaskning, angriber Wrecker sine holdkammerater, men de når at lamme ham og får fjernet hans chip. Efter alle Hundene har fået fjernet deres chips, byder Hunter og Rex hinanden farvel. Men uden at de ved det, bliver de set af en af Ophuggernes vagter som beder en anden om at anmelde det til Imperiet |             |                                         |                                               |                                |                           |                 |
| 8 | 8           | "Reunion" "Genforening"                 | Steward Lee                                   | Christian Taylor               | 18. juni 2021             | 108             |
| Mens de Hårde Hunde stadig er på Bracca og er ved at samle bytte som de vil bruge til at få penge for i håb om, at indfri deres gæld til Cid, møder de om natten deres gamle kollega Crosshair som har modtaget anmeldelsen fra Ophuggerne. På vejen over til deres skib Marauder, løber Hunter og Omega ind i Duros dusørjægeren Cad Bane, som er blevet hyret til at fange Omega, hvilket han formår, og skyder Hunter i hans brystplade, så han besvimer. Hundene bærer Hunter ind i skibet i tide og undslipper klonerne. |             |                                         |                                               |                                |                           |                 |
| 9 | 9           | "Bounty Lost" "Mistet dusør"            | Brad Rau & Nathaniel Villanueva               | Matt Michnovetz                | 25. juni 2021             | 109             |
| Efter de hårde hunde undslipper Crosshairs styrker, erfarer de fra Tech at Omega er en ren genetisk klon af Jango Fett og har første generations DNA, og at Boba med kodenavnet Alpha også har de samme kvaliteter. De konkluderer, at Kaminoanerne står bag dusøren på Omega. I mellem tiden mens Cad Bane lander på sit mødested Bora Vio med Kaminoanerne for at få overgivet sin betaling, undslipper Omega hans skib Justice. Men hun bliver så også jagtet af Fennec Shand, som er blevet hyret af Nala Se, for at holde Omega væk fra Lama Su, som vil have hende aflivet efter de har hentet alt genmaterialet fra hende de skal bruge for at holde deres klonings-forretning i gang. Omega sender et signal ud, som Hundene opfanger og de redder hende og undslipper begge dusørjægere. Cad Bane er strandet på planeten fordi, at Shand har saboteret skibets motorer. Hunter trøster Omega med, at hun aldrig skal tilbage til Kamino igen.                                                                          |             |                                         |                                               |                                |                           |                 |
| 10 | 10          | "Common Ground" "Fælles interesser"     | Saul Ruiz                                     | Gursimran Sandhu               | 2. juli 2021              | 110             |
| Efter de hårde hunde kommer tilbage fra deres forrige eventyr, giver Cid dem en ny mission: at redde separatist senatoren Avi Singh fra Imperiets tilbageholdelse for at have udtalt sig mod regeringen. Gruppen vil ikke accepterer missionen, fordi Singh er separatist (fordi separatisterne var Republikkens fjende under klonkrigene). Men da de redder Singh og hans droide GS-8, formår gruppen og senatoren at arbejde sammen, undslipper. |             |                                         |                                               |                                |                           |                 |
| 11 | 11          | "Devil's Deal" "En handel med djævelen" | Steward Lee                                   | Tamara Becher-Wilkinson        | 9. juli 2021              | 111             |
| Imperiet har besat planeten Ryloth for at bygge et raffinaderi der, hvilket planetens Senator Orn Free Taa støtter. Oprøreren Gobi Gli og oprørslederen Cham Syndullas kone, Eleni Syndulla har deres forbehold om den kejserlige tilstedeværelse på planeten, mens Cham er mere optimistisk at det er det bedste for Ryloths håb om fred. Cham og Elenis datter Hera Syndulla bliver taget af kejserlige klontropper tæt på raffinaderiet, men deres anfører, Howzer siger, at han ikke vil anmelde det, men det må heller ikke ske igen. Om natten tager Gli Hera med sig, for at mødes med deres våbenhandlere, de Hårde Hunde som forsyner dem med ammunition. Hunter advarer Gli, at arsenalopbygning tiltrækker opmærksomhed. På vejen ned til Ryloth bliver deres skib skudt ned, og Hera undslipper med hjælp af sine forældre, som har fået nys om, hvad der er sket af en af Chams oprører. Syndulla'erne og Gli bliver fængslet for våbensmugleri, mens Hera er tvunget til at flygte.                                |             |                                         |                                               |                                |                           |                 |
| 12 | 12          | "Rescue on Ryloth" "Redning på Ryloth"  | Nathaniel Villanueva                          | Jennifer Corbett               | 16. juli 2021             | 112             |
| Hera beder De hårde hunde om assistance til at befri hendes forældre fra Imperiets varetægt. Hunter synes ikke missionen er risikoen værd, men Omega får overtalt ham. Mens Omega og Hera kaprer et kejserlig angrebsfartøj til at angribe raffinaderiet og assisterer Tech og Wrecker med luftangrebet, befrier Echo og Hunter Syndulla'erne og Gli uden besvær. Howzer beslutter sig for at blive og lykkes at overbevise nogen af hans brødre, om at gøre oprør mod Imperiet, men de bliver anholdt. Hundene, Omega, Hera og hendes forældre formår at undslippe. |             |                                         |                                               |                                |                           |                 |
| 13 | 13          | "Infested" "Plaget"                     | Saul Ruiz                                     | Amanda Rose Muñoz              | 23. juli 2021             | 113             |
| Cids salon er blevet overtaget af en forbryder ved Roland Durand, fordi at Ord Mantell, hvor salonen er beliggende har forbindelser med adskillige hyperrumsruter som er egnet til smugleri. Cid og de Hårde Hunde kommer ind i Cids kontor via en underjordisk passage, som er inficeret af Irlinger. stjæler en krydderisending, som Durand skulle have leveret til Pykerne. Men Hundene bliver taget af Pykerne som tager Omega som gidsel og Hundene generhverver krydderiet fra Irlinge-boet. Efter krydderiet er leveret til Pykerne, giver de Cid hendes salon tilbage. |             |                                         |                                               |                                |                           |                 |
| 14 | 14          | "War-Mantle" "Krigsdække"               | Steward Lee                                   | Damani Johnson                 | 30. juli 2021             | 114             |
| Rex beder de Hårde Hunde om at redde en klon med markeringsnummeret CC-5576, også kaldet Gregor fra planeten Daro i Ydre Ring. I mellemtiden i Tipoca City er det Kejserlige Forsvar ved at rømme hele byen for alt sit materiel, personel og Kaminoanske kloningsfolk. Tilbage på Daro redder Hundene Gregor og undslipper planeten, men uden Hunter som ikke når at springe ombord på deres skib og bliver taget til fange. I Tipoca City bliver Nala Se taget af Admiral Rampart i at evakurer alt Kaminoansk personale og Rampart anholder Premierminister Lama Su. |             |                                         |                                               |                                |                           |                 |
| 15 | 15          | "Return to Kamino" "Tilbage til Kamino" | Nathaniel Villanueva                          | Matt Michnovetz                | 6. august 2021            | 115             |
| Hunter bliver fløjet til Kamino, hvor Imperiet er ved at være færdige med at rømme hele Tipoca City for militærmateriel og personel. Crosshair aktiverer Hunters radio, for at lokke de resterende Hårde Hunde til dem. Hundene sporer signalet til Kamino og lander på en afsides platform ikke så langt fra byen og kommer ind i byen via Nala Ses private laboratorium. Her erfarer de fra Omega, at hun og Hundene blev skabt her. Herefter møder de den venlige lægedroide AZI-3. Da de sporer signalet til træningsbanen, ender med at gå i fælde en Crosshair har sat en fælde op, undtagen Omega og AZI-3. Hunter forsøger at overbevise Crosshair at han styres af sin hæmningschip, men han fortæller dem at han fik sin chip fjernet forlængst. Hunter lammer Crosshair og Omega og AZI tilslutter sig gruppen. De finder så ud af, at tre stjernekrydsere er ved at gøre klar til at skyde anlægget. Da de forsøger at nå elevatoren, løber de ind igen for at søge dækning, mens krydserne fortsætter beskydningen. |             |                                         |                                               |                                |                           |                 |
| 16 | 16          | "Kamino Lost" Kamino tilintetgjort"     | Saul Ruiz                                     | Jennifer Corbett               | 13. august 2021           | 116             |
| De Hårde Hunde er fanget i vraget af Tipoca City på bunden af Kaminos hav efter den voldsomme beskydning fra de kejserlige stjernekrydsere. Efter vraget lander på havbunden, forsøger de at flygte op til overfladen via rørbanen som fører over til landingsplatformen hvor deres skib er. Men de havner i Nala Ses private laboratorium. De er i stand til at flygte via forsøgskapsler og de bliver ført op til overfladen af AZI-3 som dog løber tør for strøm. Omega dykker ned for at redde ham og drukner næsten, men de reddes begge to af Crosshair. Da de når op til platformen, vælger Crosshair at blive hos Imperiet, mens de Hårde Hunde flyver væk fra Kamino. Nala Se bliver ført hertil et kejserligt anlæg på Mount Tantiss, Wayland. |             |                                         |                                               |                                |                           |                 |

### Sæson 2 (2023)
| Nr. i serie | Nr. i sæson | Titel                                              | Instruktør                      | Forfatter                          | Oprindelig udgivelsesdato | Produktionskode |
| ----------- | ----------- | -------------------------------------------------- | ------------------------------- | ---------------------------------- | ------------------------- | --------------- |
| 17          | 1           | "Spoils of War" "Krigens bytte"                    | Steward Lee                     | Jennifer Corbett                   | 4. januar 2023            | 201             |
| 18          | 2           | "Ruins of War" "Krigens pris"                      | Nathaniel Villanueva            | Gina Lucita Monreal                | 4. januar 2023            | 201             |
| 19          | 3           | "The Solitary Clone" "Den ensomme klon"            | Saul Ruiz                       | Amanda Rose Muñoz                  | 11. januar 2023           | 202             |
| 20          | 4           | "Faster" "Hurtigere"                               | Steward Lee                     | Matt Michnovetz                    | 18. januar 2023           | 201             |
| 21          | 5           | "Entombed" "Begravet"                              | Nathaniel Villanueva            | Christopher Yost                   | 25. januar 2023           | 205             |
| 22          | 6           | "Tribe" "Stamme"                                   | Steward Lee                     | Matt Michnovetz                    | 1. februar 2023           | 206             |
| 23          | 7           | "The Clone Conspiracy" "Klonkonspirationen"        | Nathaniel Villanueva            | Ezra Nachman                       | 8. februar 2023           | 207             |
| 24          | 8           | "Truth and Consequences" "Sandhed og konsekvenser" | Steward Lee                     | Damani Johnson                     | 8. februar 2023           | 208             |
| 25          | 9           | "The Crossing" "Overgangen"                        | Nathaniel Villanueva            | Brooke Roberts                     | 15. februar 2023          | 209             |
| 26          | 10          | "Retrieval" "Generhvervelse"                       | Steward Lee                     | Moisés Zamora                      | 22. februar 2023          | 210             |
| 27          | 11          | "Metamorphosis" "Metamorfose"                      | Saul Ruiz                       | Sabir Pirzada                      | 1. marts 2023             | 211             |
| 28          | 12          | "The Outpost" "Forposten"                          | Nathaniel Villanueva & Brad Rau | Jennifer Corbett                   | 8. marts 2023             | 212             |
| 29          | 13          | "Pabu"                                             | Steward Lee                     | Amanda Rose Muñoz                  | 15. marts 2023            | 213             |
| 30          | 14          | "Tipping Point" "Vendepunkt"                       | Saul Ruiz                       | Jennifer Corbett & Matt Michnovetz | 22. marts 2023            | 214             |
| 31          | 15          | "The Summit" "Topmødet"                            | Nate Villanueva                 | Matt Michnovetz                    | 29. marts 2023            | 215             |
| 32          | 16          | "Plan 99"                                          | Steward Lee                     | Jennifer Corbett                   | 29. marts 2023            | 216             |

### Sæson 3 (2024)
| Nr. i serie | Nr. i sæson | Titel                                              | Instruktør                       | Forfatter                          | Oprindelig udgivelsesdato | Produktionskode |
| ----------- | ----------- | -------------------------------------------------- | -------------------------------- | ---------------------------------- | ------------------------- | --------------- |
| 33          | 1           | "Confined" "Indespærret"                           | Saul Ruiz                        | Jennifer Corbett                   | 21. februar 2024          | 301             |
| 34          | 2           | "Paths Unknown" "Ukendte veje"                     | Nate Villanueva                  | Matt Michnovetz                    | 21. februar 2024          | 302             |
| 35          | 3           | "Shadows of Tantiss" "Tantiss Skygger"             | Steward Lee                      | Matt Michnovetz                    | 21. februar 2024          | 303             |
| 36          | 4           | "A Different Approach" "En anden tilgang"          | Steward Lee                      | Ezra Nachman                       | 28. februar 2024          | 304             |
| 37          | 5           | "The Return" "Hjemkomsten"                         | Nate Villanueva                  | Amanda Rose Muñoz                  | 6. marts 2024             | 305             |
| 38          | 6           | "Infiltration"                                     | Steward Lee                      | Brad Rau                           | 13. marts 2024            | 306             |
| 39          | 7           | "Extraction" "Evakuering"                          | Saul Ruiz                        | Jennifer Corbett & Matt Michnovetz | 13. marts 2024            | 307             |
| 40          | 8           | "Bad Territory" "Farligt område"                   | Nate Villanueva                  | Matt Michnovetz                    | 20. marts 2024            | 308             |
| 41          | 9           | "The Harbinger" "Harbinger"                        | Steward Lee                      | Jennifer Corbett                   | 27. marts 2024            | 309             |
| 42          | 10          | "Identity Crisis" "Identitetskrise"                | Saul Ruiz                        | Amanda Rose Muñoz                  | 3. april 2024             | 310             |
| 43          | 11          | "Point of No Return" "Ingen vej tilbage"           | Nate Villanueva                  | Amanda Rose Muñoz                  | 3. april 2024             | 311             |
| 44          | 12          | "Juggernaut" "Destruktion"                         | Steward Lee                      | Ezra Nachman                       | 10. april 2024            | 312             |
| 45          | 13          | "Into the Breach" "I brechen"                      | Saul Ruiz                        | Brad Rau                           | 17. april 2024            | 313             |
| 46          | 14          | "Flash Strike" "Lynangreb"                         | Nate Villanueva                  | Brad Rau                           | 24. april 2024            | 314             |
| 47          | 15          | "The Cavalry Has Arrived" "Kavaleriet er ankommet" | Steward Lee, Saul Ruiz, Brad Rau | Jennifer Corbett                   | 1. maj 2024               | 315             |

## Produktion

### Baggrund
I september 2016 gik Star Wars: The Clone Wars og Star Wars Rebels superviserende instruktør Dave Filoni af fra den sidstnævnte series' stilling for at fokusere på fremtidige serier for Lucasfilm.

### Udvikling
Disney+ bestilte officielt i juli 2020 en ny serie fra Lucasfilm Animation med titlen Star Wars: The Bad Batch, en spinoff-serie af Star Wars The Clone Wars som ville følge klonerne i de Hårde Hunde i efterspillet af klonkrigene.

### Casting
Den første trailer som blev udgivet i December, 2020 bekræftede, at Dee Bradley Baker ville vende tilbage fra The Clone Wars som stemmen til alle klonerne i serien, herunder de Hårde Hunde og Kaptajn Rex.

### Musik
I januar 2021 blev det bekræftet, at Kevin Kiner skulle lægge musik til serien, efter at have lagt musik til The Clone Wars og Rebels.
Kevin Kiners underlægningsmusik blev udgivet af Walt Disney Records i to albummer: musik fra afsnit 1–8 blev udgivet den 25. juni, 2021 og musik fra 8–16 den 20. august. Et track fra "Enter the Bad Batch" blev udgivet digitalt for sig selv den 13. maj, 2021.

## Udgivelse
Serien udkom den 4. maj, 2021, som er Star Wars Day. Den 5. august 2021 var serien blev fornyet til en sæson 2. Sæson 2 skulle oprindeligt være udkommet den 28. september, 2022. Dave Filoni bekendtgjorde ved Disney's D23 Expo, at datoen var ændret til den 4. januar. Reklamefilmen til sæson 3 udkom den 22. januar, 2024.

## Modtagelse

### Kritik
Hjemmesiden Rotten Tomatoes rapporterede en gennemsnit på 85%, baseret på 89 anmeldelser med en gennemsnitlig karakter på 7,20/10. Hjemmesiden skrev "De Hårde Hundes smukke animerede eventyr er måske lidt for fortællings-tungt for almindelige seere, men fansene vil nyde at dykke dybere ned i denne nedrige rollebesætning."

### Priser
Serien modtog prisen for Outstanding Achievement in Sound Editing– Animation series or Short ved Motion Picture Sound Editors Awards i 2022.